# دونااوی‌واروش
شهر دونااوی‌واروش (به مجاری: Dunaújváros) در فِیِر در کشور مجارستان واقع شده‌است. جمعیت این شهر ۵۰٫۰۸۴ نفر است.

## نگارخانه

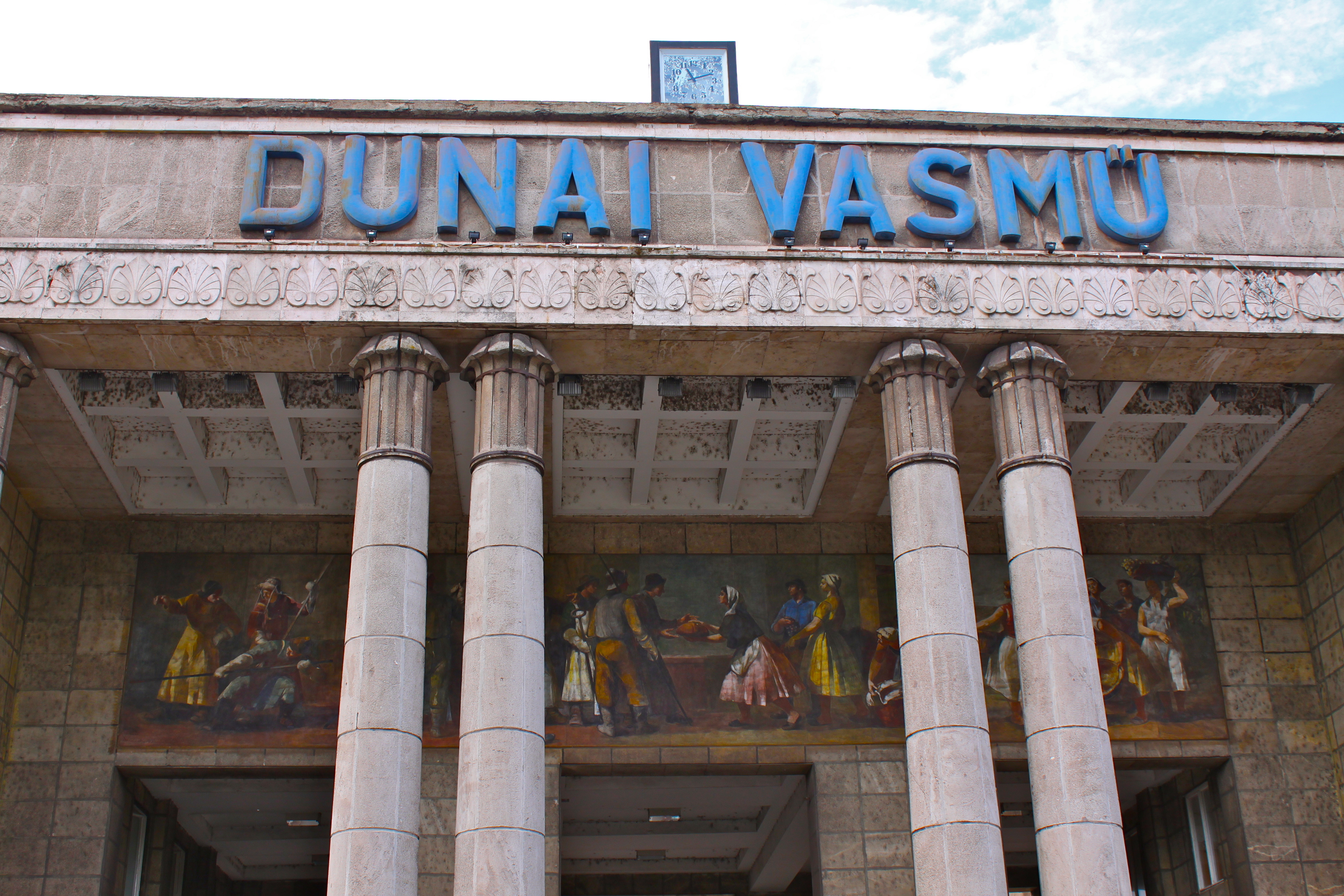
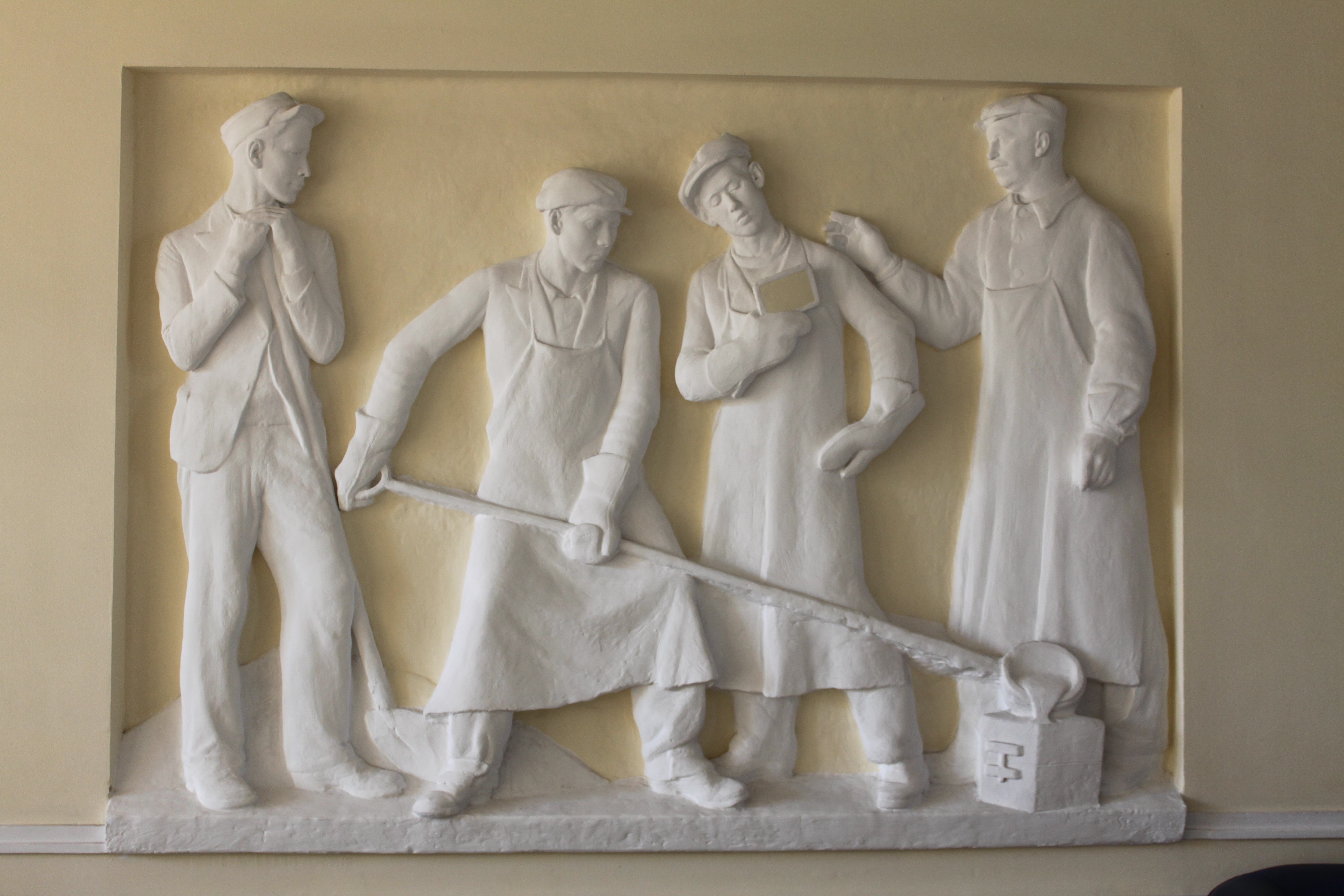
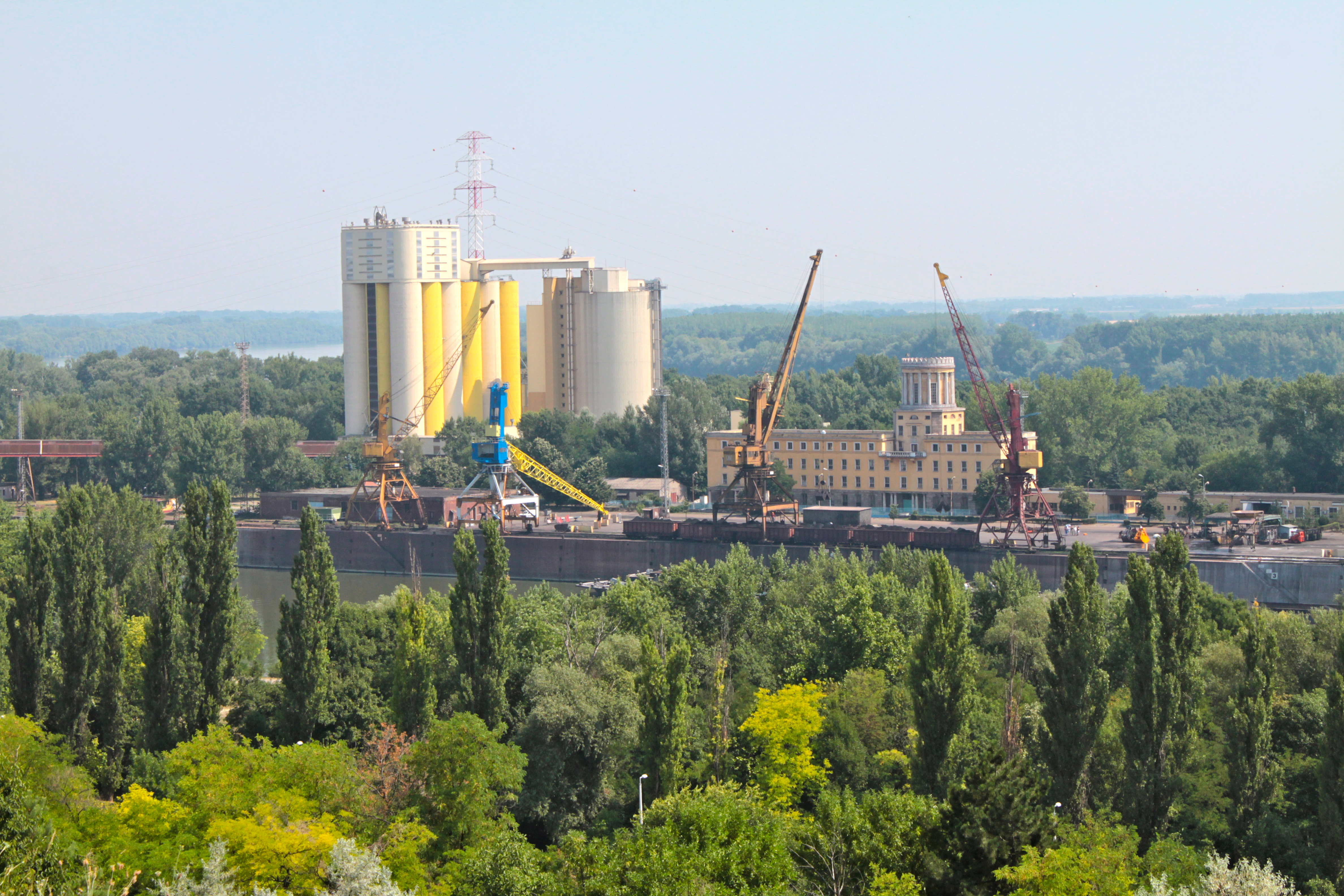

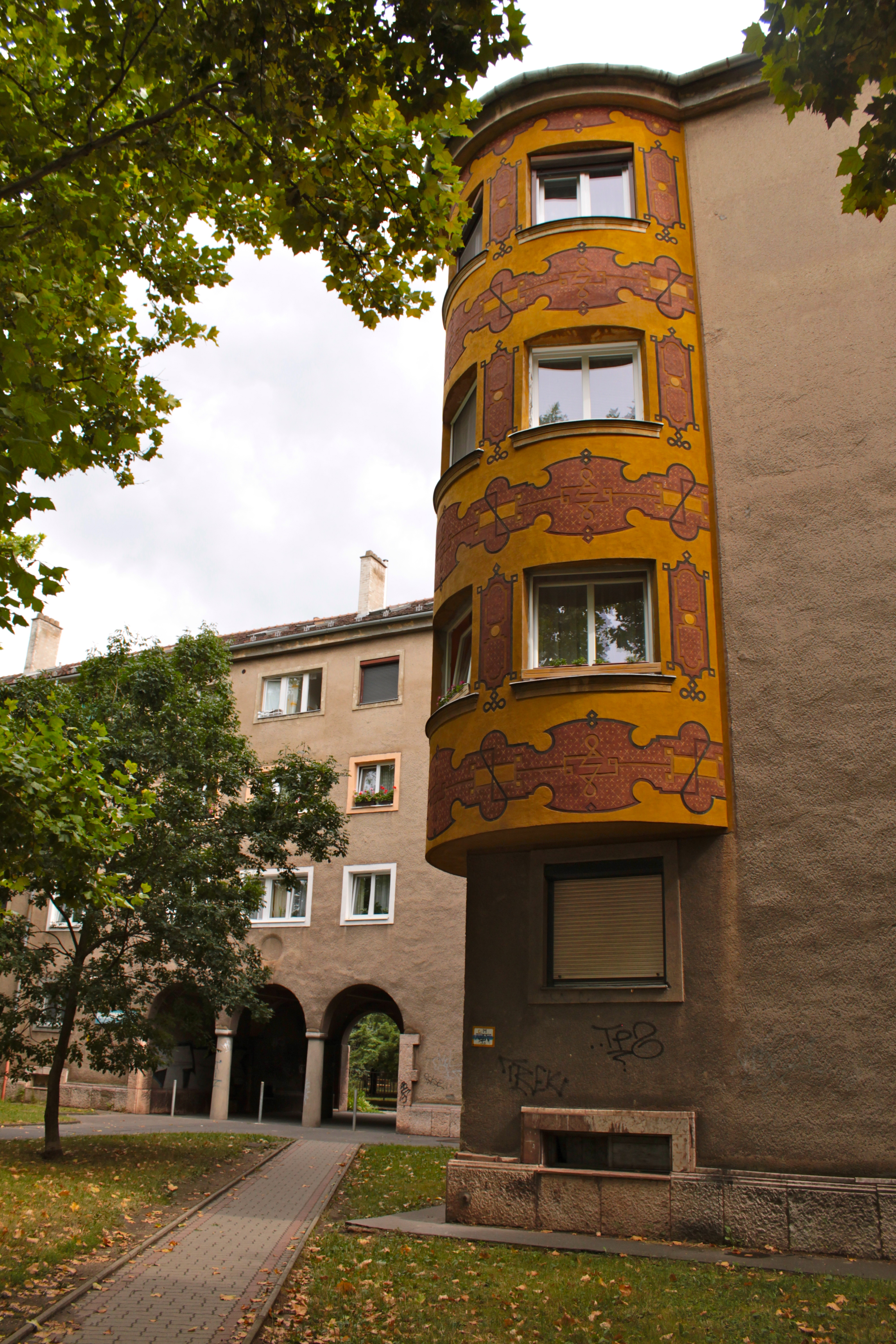
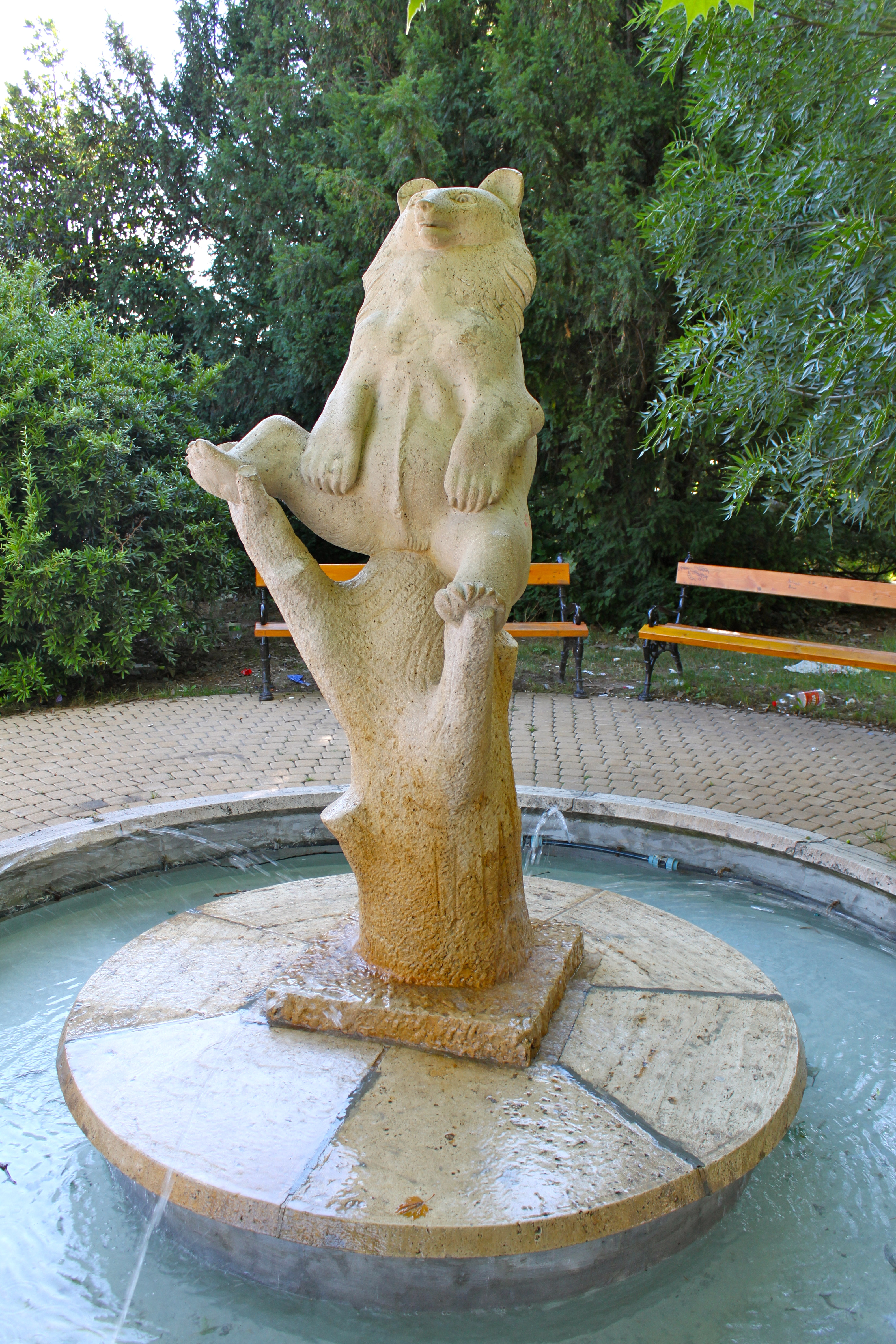
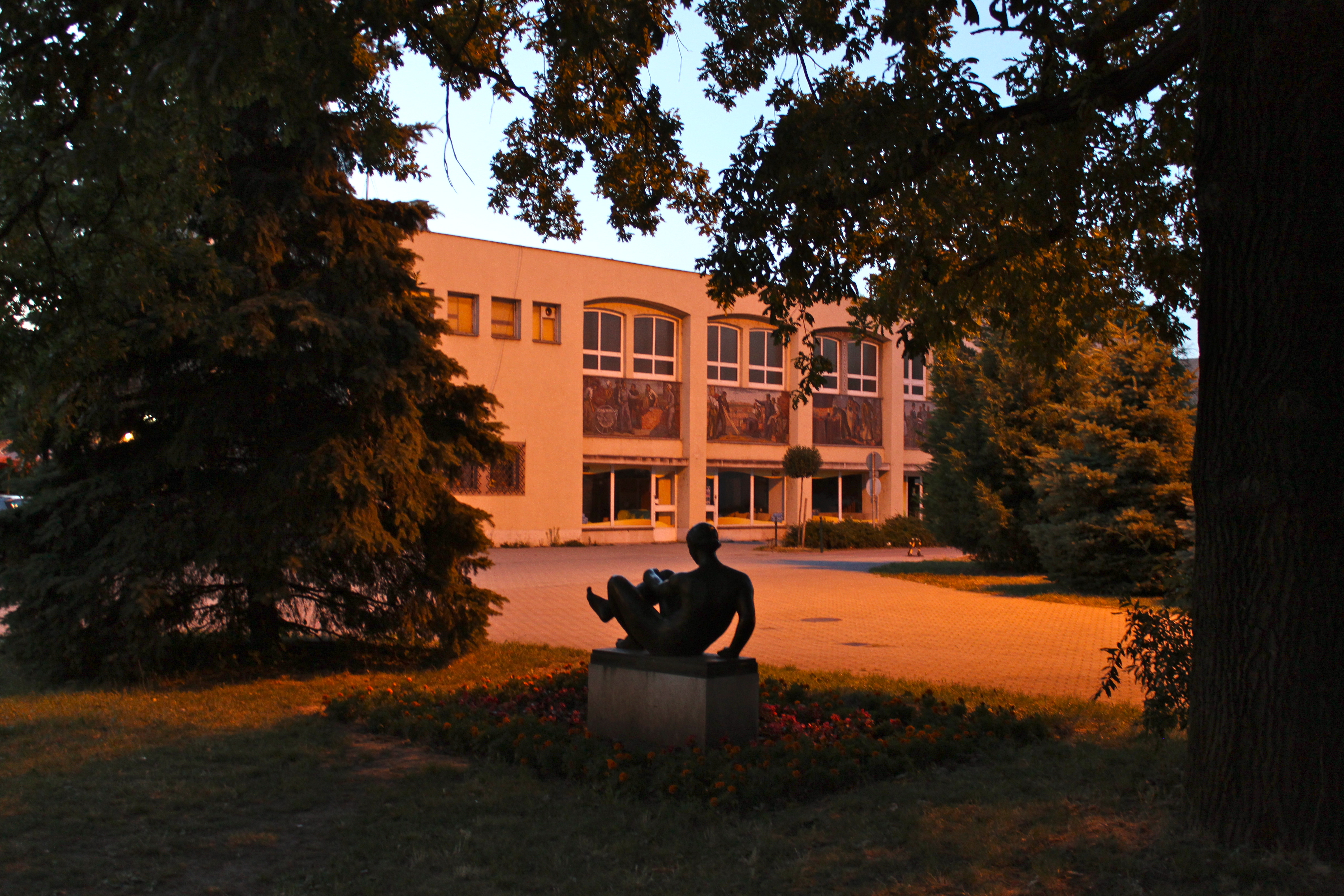

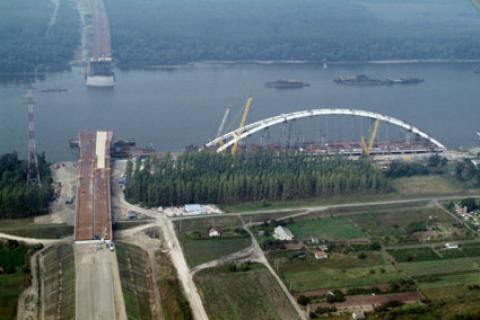
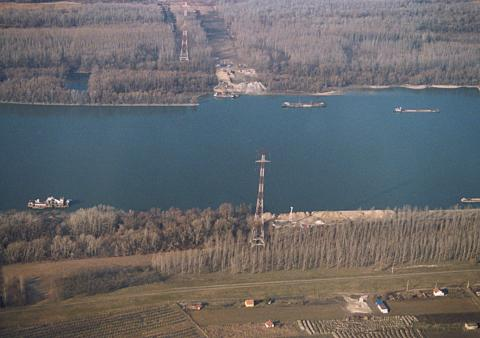
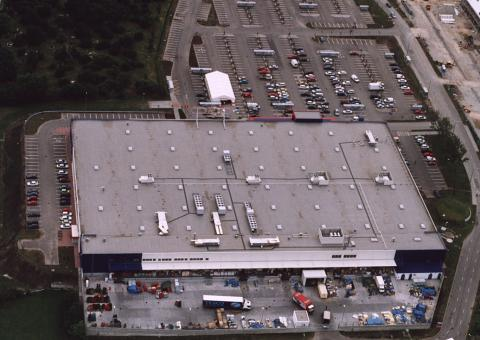